# Lutherska församlingen
Lutherska församlingen i Stockholmsområdet och Lutherska församlingen i Umeåområdet är två fristående lutherska församlingar bildade 1988 ur Bibeltrogna vänner. År 1992 ingick församlingarna kyrkogemenskap med Evangelisk-Lutherska bekännelsekyrkan, dock efter att ett antal medlemmar i Umeåförsamlingen lämnat denna och anslutit sig till Lutherska bekännelsekyrkan. Sedan en församling i Evangelisk-Lutherska bekännelsekyrkan 2021 inlett ett nära samarbete med Missionsprovinsen har dock kyrkogemenskapen brutits. Den 2 april 2023 ingick Lutherska församlingen kyrkogemenskap med Lutherska Bekännelsekyrkan.
Sedan 1992 utges tidskriften Lutherskt Församlingsblad med betraktelser, artiklar etc.